# القمة الخليجية 1981 (الرياض)
القمة الخليجية 2  هي قمة قادة دول مجلس التعاون لدول الخليج العربية عقدت في 11 نوفمبر 1981 في مدينة الرياض في السعودية.